# Tepantla
Tepantla är en ort i Mexiko.   Den ligger i kommunen Astacinga och delstaten Veracruz, i den sydöstra delen av landet, 230 km öster om huvudstaden Mexico City. Tepantla ligger 2 445 meter över havet och antalet invånare är 141.
Terrängen runt Tepantla är lite bergig, och sluttar österut. Runt Tepantla är det ganska tätbefolkat, med 93 invånare per kvadratkilometer. Närmaste större samhälle är Zongolica, 17,7 km nordost om Tepantla. Omgivningarna runt Tepantla är en mosaik av jordbruksmark och naturlig växtlighet.